# IJszijdebij
De ijszijdebij of waddenzijdebij (Colletes impunctatus) is een vliesvleugelig insect uit de familie Colletidae. De wetenschappelijke naam van de soort is gepubliceerd in 1852 door Nylander. Van de waddenviltbij is bekend dat deze eieren legt in het nest van de ijszijdebij.